# Carlsberg Danmark
Carlsberg Danmark A/S er Danmarks største bryggeri med en markedsandel på 48% (2014). Bryggeriet har hovedkontor i Valby og ejes 100 % af Carlsberg Breweries A/S.
Ølproduktionen foregår i Fredericia og indtil 2008 også i Valby, hvor bryggeriet efterfølgende kun vil beholde en mindre specialølsproduktion. Tapperierne i Fredericia (ejet af Carlsberg Danmark) står også for tapning af Coca-Colas samt Schweppess sodavand i Danmark. Carlsberg Danmark ejede indtil 2004 en fjerdedel af Harboe som stammede fra overtagelsen af bryggeriet Wiibroe i 1964, men for at nedbringe koncernens gæld blev den solgt.

## Specialøl
Efter mange års stilstand i det danske ølsortiment søsatte bryggeriet i 1999 Semper Ardens-projektet for deltage på det spæde marked for specialøl. Øllene tappes i 70 cl. størrelser, hvilket sikkert skal ses i sammenhæng med Carlsbergs forsøg på at overtage markedsandele fra vinen. Semper Ardens, der er latin og betyder 'altid brændende', var Carl Jacobsens valgsprog og står hugget i granit over hoveddøren til administrationsbygningen for hans bryggeri Ny Carlsberg. Successen blev så stor at Carlsberg i 2005 opførte Husbryggeriet Jacobsen i de gamle fredede bygninger fra grundlægger J. C. Jacobsens tid. Bryggeriet eksporterer også en del af sortimentet til bl.a. Norge, Sverige og Finland.
Carlsberg Danmark importerer også en række udenlandske specialøl gennem datterselskabet House of Beer.

## Ølmærker
Inden for premium-kategorien brygger Carlsberg Danmark følgende øl:
| - Carlsberg Pilsner (tidligere HOF) - Carls Lager (lanceret 1847, indtil 2003 under navnet Gl. Carlsberg Lager) - Carls Special (vandt Carlsbergs ølvalg 1997) - Carls Porter (lanceret 1895) - Carls Dark (vinder Carlsbergs ølvalg 2003) - Carls Jul (sæson. Lanceret 1997) - Carls Påske (sæson. Lanceret 1998) - Carlsberg Elefant (lanceret 1959) - Carlsberg Light (lanceret 1902) - Master Brew - Sort Guld (lanceret 1983) - 47 (sæson) - Carls Hvede - Carls Ale (introduceret maj-juni 2006) - Carlsberg Crown (royal lejlighedsbryg, 2004) - Grøn Tuborg - Rød Tuborg (tilgængelig i butikker i en kort periode hvert forår) - Tuborg Classic - Tuborg Classic Hvede - Tuborg Classic Gylden - Tuborg Julebryg (sæson) - Tuborg Kylle Kylle (sæson) - Tuborg Fine Festival - Tuborg Super Light - Guld Tuborg - T-Beer - T-Beer Citrus - Kongens Bryghus Hvidtøl (i sæsonen erstattet af KB Juleøl) - Wiibroe Pilsner (lanceret 1896) - Wiibroe Classic - Wiibroe Guld Export "Flagøl" (lanceret 1936) - Wiibroe Årgangsøl - Wiibroe Porter | - Abbey Ale - Bock - Criollo Stout - Honning Ale - First Gold IPA - Winter Rye - Christmas Ale (sæson) - Easter Brew (sæson) - Jacobsen Brown Ale - Jacobsen Bramley Wit - Jacobsen Dark Lager - Jacobsen Saaz Blonde - Jacobsen Camomile Dubbel (introduceret maj 2006) - Jacobsen Extra - Jacobsen Pale Ale |

#### Limited Edition
På Husbryggeriet udvikles såkaldte Limited Editions som er øl der laves kortvarigt og alene udskænkes fra baren i besøgscentret, samt sælges fra souvenirshoppen på stedet. Fra foråret 2007 dog også på enkelte københavnske restauranter.
| - Jacobsen Imperial Barley Wine (3.-4. kvt. 2005) - Jacobsen Golden Christmas Ale (4. kvt. 2005) - Jacobsen Coffee Mint Stout (1.-2. kvt. 2006) - Jacobsen Saison - Jacobsen Hvede Spring Bock - Jacobsen Nordisk Sommer Ale - Guldøl - Hvidtøl - Let Pilsner - Luxusøl - Polar | Blandt Carlsberg Danmarks udgåede øl er: - Star, Neptun (brygges ikke efter aftale med Coop ophørte) - Hvid Tuborg (udgik efter et halvt års prøvetid, 2007) - Blå Tuborg (udgik ligesom Hvid Tuborg, 2007) |